# Apát

Apáti címersablon

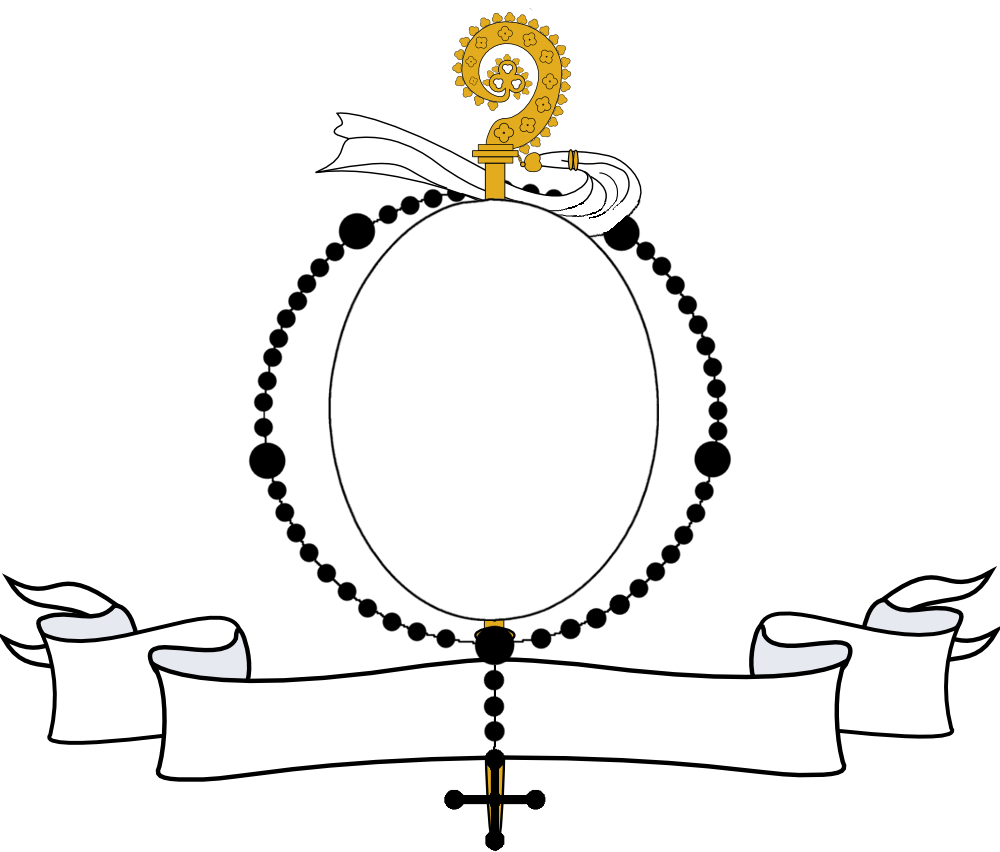
Apátnő címersablon

Az apát bizonyos egyházak – többek között a keresztény egyház – egyes férfiszerzetesrendjei (monachusok, illetve reguláris kanonokok) önálló házának (kolostorának) legfőbb elöljárója, legalább részben önálló joghatósággal. Apátnak nevezték régebben azokat a szerzeteseket is, akik ugyan nem álltak kolostor élén, de nagy tiszteletnek örvendtek. Nem minden szerzetesrend főnöke veszi fel az apát címet, vannak prépostok, perjelek (priorok) is. Mivel azonban az apát cím régebbi, ezért rangban megelőzi a préposti vagy perjeli címet.

## A szó eredete és használata
Körmendi Ferenc szerint az apát a latin appeto – „előremegyek, elöljárok, élenjárok, előresietek” és appat – „elöljáró” szavak átvétele, valószínűleg olasz közvetítéssel.
Egyes etimológusok szerint szó a görög abbasz szóból származik, mely a héber abba („atya”) szó arámi alakjának átvétele.

## Az apát szerepe, feladata
A benedeki regula szerint a szerzetesek életfogytiglanra választották atyjuknak az apátot. A közösségben az apát Krisztus helyettese, minden hatalom a kezében összpontosul, de döntés előtt meg kell kérdeznie tanácsosait. Az apát osztja ki a tisztségeket és megbízásokat. Mindenben felelős Isten előtt, de első kötelessége szerzeteseinek lelki irányítása.
Választását, jogi helyzetét, feladatait, hatáskörét az egyetemes egyházjog és a regula, illetve a rendi alkotmány (konstitúció) határozza meg. 
Választását, illetve római kinevezését követően három hónapon belül meg kell kapnia az apáti áldást. Mivel hivatala a lelki atyaság intézménye, a választás a II. Vatikáni Zsinatig halálig szólt, azóta rendenként változik (3–9 év között).

## Különleges típusai
A kormányzói joghatóság és a vagyonkezelés szerint különböző típusai lehetnek:
- kormányzó apát
- nullius apát
- főapát
- prímás apát
- kommendációs apát
- címzetes apát.

Az apát kivételes esetekben püspöki jelvényeket is viselhet. Ezek az úgynevezett abbates mitratik. Ellentétben a püspökök non mitratijával.
A középkor folyamán előfordult, hogy a fejedelmek befolyást gyakoroltak az apátok választására. Az ilyen apátságokat világiaknak vagy világi papoknak adományozták. Ezeket világi apátságoknak nevezzük.

## Az apáti cím a magyar történelemben
Magyarországon szerzetesi és világi apát címek is voltak, amelyek lehettek valóságosak vagy címzetesek. Az utóbbi megkülönböztetés eredete a mohácsi vész által okozott pusztításokra vezethető vissza. Akkoriban az egykori szerzetes apátságok vagyonát és javait a világi vezetők elrabolták, vagy visszaszálltak a koronára, valamint a háborúk költségeinek a biztosítására fordították.
Később az elfoglalt apátságok közül némelyeket visszaszolgáltattak, másokat alapítványok vagy iskolák részére adományoztak. Ezek a valóságos vagy birtokos apátok, abbates reales. De a legtöbb apátságot és azok javait az elfoglalók visszatartották. Így ezen apátságoknak csak a címük maradt fent, amelyet a püspök felterjesztésére káptalanbeli vagy lelkipásztorkodással foglalkozó, esetleg tudományos pályán alkalmazott papoknak adományoztak. Ezen apátságoknak a valóságos apátokéval egyenlő méltóságuk volt, de joghatóságot nem jelentettek.
Magyarországi apátságok: Pannonhalmi Bencés Főapátság (közvetlenül az Apostoli Szentszéknek van alárendelve), tihanyi apátság, zirci apátság, csornai apátság, gödöllői apátság.

## Apáti jelvények
Viselete a liturgián kívül a lila szegélyű és lila gombokkal ellátott fekete reverendát, lila cingulussal (övvel). Liturgiában fehér infula (süveg), piros rojttal, lila zsinóron kő nélküli mellkereszt (pectorale), egyetlen kővel díszített gyűrű, karing felett lila gallér.
Az apátok általában a kolostor címerét a sajátjukéval egyesítve viselik a helyi szabályok szerint, illetve csak a kolostor vagy csak a saját címerüket használják. A pajzson mitra van, a pajzs mögött pásztorbot és velum (öv). A kalap fekete, hat bojttal. Egyes szerzők három bojtot adnak meg és a hat bojtot a rend főnökének tartják fenn. A nullius apát a mitra és a pásztorbot mellett zöld kalapot visel hat bojttal (akárcsak a püspök). A főapátok főapáti süveget viselnek és a címerük fölött mitrát és püspökbotot használnak. Az apátok címerében nincs kereszt. A kolostori címerek kialakulása után az apátok személyi címerei háttérbe szorultak vagy külön pajzsra kerültek, egyesített címert alkotnak és a kolostor címere az előkelőbb (jobb oldali) pajzsra kerül. A 16. századtól a kolostori címereken megjelennek a pajzstartók (Szűz Mária, angyalok, szentek stb.). Ha egy apát irányítása alatt több kolostor is áll, két pásztorbotot (Csehország) vagy két mitrát (Ausztria) is viselhet.